# Salis Abdul Samed
Salis Abdul Samed (ur. 26 marca 2000 w Akrze) – ghański piłkarz grający na pozycji defensywnego pomocnika. Od 2022 jest zawodnikiem klubu RC Lens.

## Kariera klubowa
Swoją karierę piłkarską Abdul Samed rozpoczął w klubie Clermont Foot 63. W 2019 roku zaczął grać w rezerwach tego klubu, a 30 sierpnia 2019 zaliczył debiut w pierwszym zespole w przegranym 0:1 wyjazdowym meczu z Valenciennes FC. W sezonie 2020/2021 wywalczył z Clermont Foot awans z Ligue 2 do Ligue 1.
W lipcu 2022 Abdul Samed przeszedł za 5 milionów euro do RC Lens. Zadebiutował w nim 7 sierpnia 2022 w zwycięskim 3:2 domowym spotkaniu ze Stade Brestois 29. W sezonie 2022/2023 wywalczył z Lens wicemistrzostwo Francji.
| Sezon   | Klub               | Kraj    | Rozgrywki              | Mecze | Bramki |
| ------- | ------------------ | ------- | ---------------------- | ----- | ------ |
| 2019/20 | Clermont Foot 63   | Francja | Ligue 2                | 6     | 0      |
| 2019/20 | Clermont Foot 63 B | Francja | Championnat National 2 | 7     | 0      |
| 2020/21 | Clermont Foot 63   | Francja | Ligue 2                | 6     | 0      |
| 2020/21 | Clermont Foot 63 B | Francja | Championnat National 2 | 1     | 0      |
| 2021/22 | Clermont Foot 63   | Francja | Ligue 1                | 31    | 1      |
| 2022/23 | RC Lens            | Francja | Ligue 1                | 33    | 1      |

## Kariera reprezentacyjna
W reprezentacji Ghany Abdul Samed zadebiutował 17 listopada 2022 w wygranym 2:0 towarzyskim meczu ze Szwajcarią, rozegranym w Abu Zabi. W 2024 roku powołano go do kadry na Puchar Narodów Afryki 2023. Rozegrał w nim trzy mecze grupowe: z Republiką Zielonego Przylądka (1:2), z Egiptem (2:2) i z Mozambikiem (2:2).